# Vägverket
Vägverket var en statlig myndighet i Sverige med anor från 1841. Myndigheten lades ned 31 mars 2010, och verksamheten togs över av Trafikverket. Vägverket ansvarade för att förverkliga riksdagens vägtransportpolitiska mål från 1998. Det övergripande målet för transportpolitiken var enligt riksdagens beslut 1998 att säkerställa en samhällsekonomiskt effektiv och långsiktigt hållbar transportförsörjning för medborgarna och näringslivet i hela landet.
Detta förtydligades i sex delmål:
1. Ett tillgängligt transportsystem
2. Hög transportkvalitet
3. Säker trafik
4. God miljö
5. Positiv regional utveckling
6. Ett jämställt vägtransportsystem

Utöver det transportpolitiska målet styrde Sveriges riksdag och Sveriges regering Vägverkets inriktning via budgettilldelning och årliga regleringsbrev. 
Vägverkets uppgift som statlig väghållare var att förvalta det statliga vägnätet i Sverige som omfattade 98 300 km väg. Väghållningen utfördes av sju regionala enheter som fungerade som självständiga väghållningsmyndigheter. Verksamheten har tidigare omfattat Trafikregistret samt körkortsutfärdning, men dessa har överförts till Transportstyrelsen. Från och med 1993 och fram till nedläggningen den 1 april 2010 ansvarade Vägverket även för trafiksäkerheten som genomfördes i enlighet med den av riksdagen 1997 beslutade Nollvisionen. Vägverkets styrelse följde upp Vägverkets arbete med Nollvisionen via Vägtrafikinspektionen.
Vägverket var också en av världens största färjeredare med ansvar för 37 statliga färjeleder. Verksamheten bedrevs i affärsenheten Vägverket Färja.
Vägverket hade Sveriges största system för meteorologiska observationer, vvis.

## Organisation

Vägverkets sju regioner:
Stockholm
Mälardalen
Sydöst
Skåne
Väst
Mitt
Norr

Vägverkets högste chef kallades generaldirektör och utsågs av regeringen med ett första förordnande på vanligen sex år och som sedan kunde förlängas. Generaldirektören ansvarade för och ledde den löpande verksamheten enligt styrelsens direktiv och riktlinjer. Från mars 2009 och fram till nedläggningen i april 2010 var Lena Erixon generaldirektör.
Generaldirektören ingick i Vägverkets styrelse vars ordförande och ledamöter utsågs av regeringen. Styrelsen ansvarade för att myndighetens verksamhet följde verksförordningen och uppnådde målen i de årliga regleringsbreven. Till sin hjälp hade styrelsen Vägverkets Internrevision. 
Vägverkets organisation bestod sedan 1 juli 2008 av:
- Vägverkets huvudkontor och internrevision som fanns i Borlänge
- Nio verksamhetsområden: Samhälle, Väg, Support, Förarenheten, Vägverkets utbildningscenter(VUC), Övergångsorganisationen samt Utvecklingsorganisationen.
- I Samhälle ingick de sju väghållningsmyndigheterna/regioner: Region Norr, Region Mitt, Region Mälardalen, Region Stockholm, Region Sydöst, Region Väst och Region Skåne
- Tre affärsenheter (efter 2009 endast Färjerederiet, se nedan): Vägverket Produktion, Vägverket Konsult och Vägverket Färjerederiet
- Bolaget Sweroad som drev och utvecklade Vägverkets internationella uppdragsverksamhet.

1 januari 2009 flyttades Övergångsorganisationen till den nya myndigheten Transportstyrelsen, dit även bland annat Vägtrafikinspektionens personal och uppgifter överfördes. Samtidigt bolagiserades Vägverket Produktion under namnet Svevia. Vägverket Konsult tillsammans med Banverket Projektering sambolagiserades under namnet Vectura. De nya bolagen fick lyda direkt under Näringsdepartementet.

## Historia

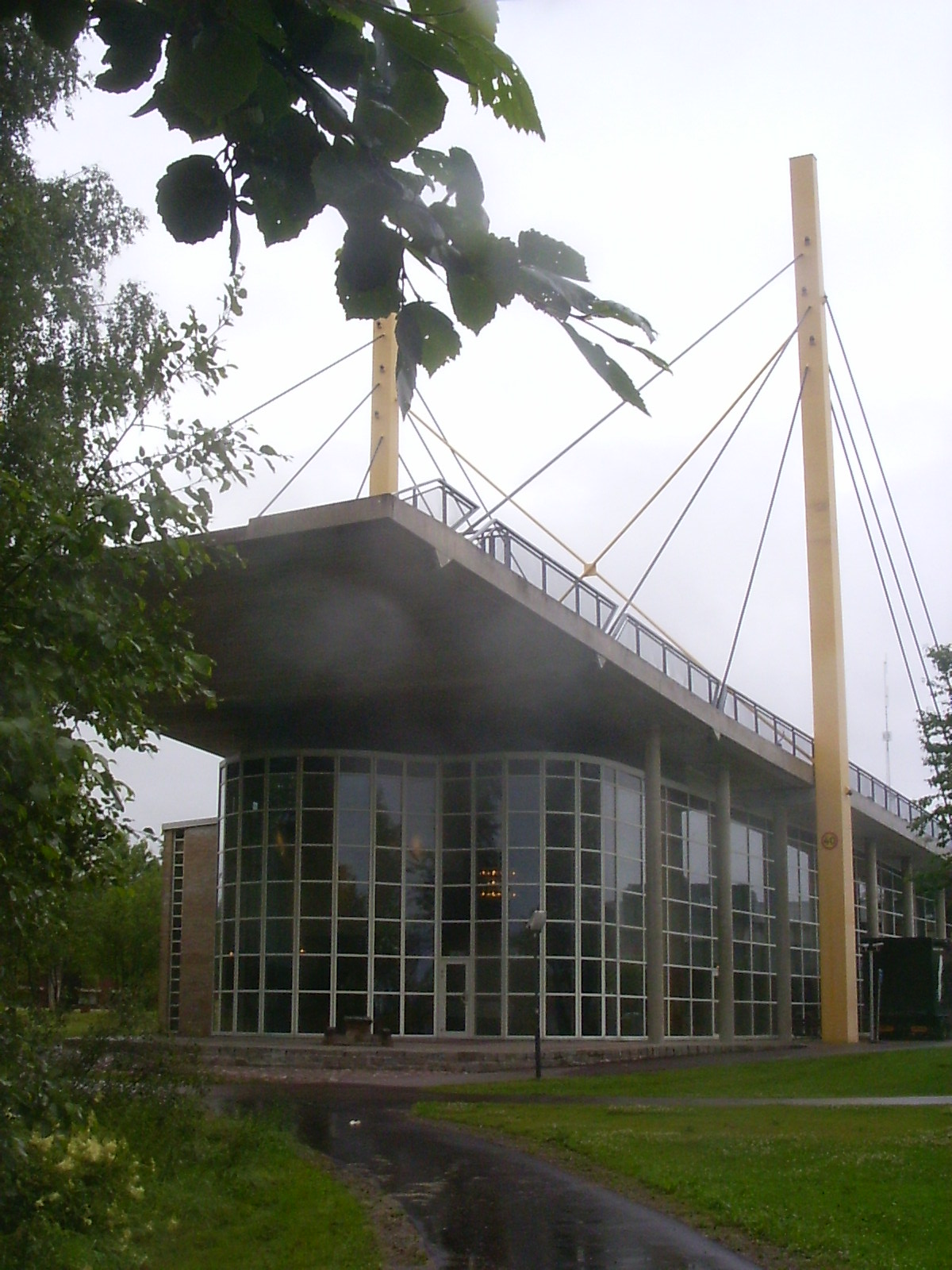
Pylonen, Vägverkets museum i Borlänge.

1841 bildades det som senare skulle bli känt som Vägverket som en följd av transporternas ökade betydelse. Det nya ämbetsverket "Kongliga styrelsen för allmänna wäg- och wattenbyggnader" hade hand om ärenden som gällde kanaler och vägar. Genom åren har järnvägar, sjöfart och luftfart funnits inom verket.
År 1944 fick verket ansvaret för vägarna på landsbygden när de förstatligades. Tidigare sköttes vägarna av bönderna och väghållningen reglerades från början i de gamla landskapslagarna. Skötte sig inte bönderna bötfälldes de vid häradstinget för försummat väg- eller brounderhåll. Där beslutades också var och när nya vägar eller broar skulle byggas. Bönderna var skyldiga att bidra med arbetskraft.
Vägverkets organisation så som den såg ut innan avvecklingen bildades 1992 och innebar bland annat att 24 vägförvaltningar slogs ihop till sju regioner.
Den statliga Trafikverksutredningen föreslog att Vägverket skulle läggas ihop med bland annat Banverket till ett nytt samlat trafikverk.
Regeringen tog den 3 september 2009 beslut om sammanslagning av Banverket, Vägverket samt delar av Sjöfartsverket. Den nya myndigheten Trafikverket inledde sin verksamhet 1 april 2010, samtidigt som Vägverket och Banverket avvecklades.

### Namnbyten
- 1841 - Kongliga styrelsen för allmänna wäg- och wattenbyggnader
- 1883 1 januari - Kungliga väg- och vattenbyggnadsstyrelsen
- 1947 - Namnet Väg- och vattenbyggnadsverket antogs för den samlande organisationen, såväl centralt som regionalt inklusive Statens bilinspektion. I officiella skrivelser etc användes dock fortfarande namnet Kungliga väg- och vattenbyggnadsstyrelsen.
- 1967 1 juli - Statens vägverk
- 1983 1 april - Vägverket

### Generaldirektörer
Fram till 1941 benämndes chefen för Kungliga väg- och vattenbyggnadsstyrelsen överdirektör, och fram till 1934 var överdirektören även chef för den militära Väg- och vattenbyggnadskåren.
- Axel Erik von Sydow 1841-1857
- Otto Modig 1857-1877
- Carl Gottreich Beijer 1877-1887
- Rudolf Cronstedt 1887
- Josef Richert 1887-1893
- Lars Berg 1893-1903
- Fridolf Wijnbladh 1903-1924
- Carl Meurling 1924-1926
- Fredrik Enblom 1926-1932
- Richard Ekwall 1932
- Nils Bolinder 1933-1949
- Karl-Gustaf Hjort 1949-1957
- Gustav Vahlberg 1957-1971
- Sven-Göran Olhede 1971-1978
- Carl-Olof Ternryd 1978-1982
- Per Anders Örtendahl 1982-1995
- Jan Brandborn 1995-2001
- Ingemar Skogö 2001-2009
- Lena Erixon 2009-2010

### Fotnoter
1. ↑  ”Trafikverket ny myndighet” (på svenska). Norrländska socialdemokraten. 3 september 2009. Arkiverad från originalet den 1 december 2017. https://web.archive.org/web/20171201043002/http://www.nsd.se/nyheter/trafikverket-ny-myndighet-4837464.aspx. Läst 18 november 2017.